# Tetragoneura fanipennis
Tetragoneura fanipennis är en tvåvingeart som beskrevs av Lane 1952. Tetragoneura fanipennis ingår i släktet Tetragoneura och familjen svampmyggor. Inga underarter finns listade i Catalogue of Life.